# Robomarkets
A RoboMarkets Ltd egy európai, számos eszközt kínáló szabályozott bróker. A Társaság csak az Európai Unió és az Európai Gazdasági Térség lakosai számára nyújt pénzügyi szolgáltatásokat. Székhelye a ciprusi Limassolban található.

## Története
A RoboForex (CY) Ltd. európai bróker 2012-ben alakult.
2013 – megkapta a CySEC engedélyét és megkezdte az ügyfelekkel való munkát.
2015 – elindult az R WebTrader szabadalmaztatott kereskedési platform. 
2016 – a limassoli rendőrség labdarúgócsapatának hivatalos szponzora lett, és azóta is szponzorálja a csapatot.
2017 – márkanévváltás eredményeként a neve RoboMarkets Ltd-re módosult. Ugyanebben az évben regionális irodát nyitott Németországban. Emellett a 2017-es Dakar-ralin a „Starikovich-Heskes” csapat hivatalos szponzorává vált. 
2018 – a 2018-2019-es szezonban Andrei Kulebin, a fehérorosz Muay Thai harcos és kick-box világbajnok, valamint a litván kosárlabda klub, a Žalgiris (Kaunas) hivatalos szponzora lett.
2019 – az „Autolife” és a BMW M Motorsport csapat hivatalos szponzorává vált. Ugyanakkor a vállalat megkezdte a TRB-Danoi ΑΕΛ (AEL Limassol) ciprusi röplabdacsapat támogatását, amelynek a neve most már „RoboMarkets AEL”.

## Szabályozottság
A RoboMarkets Ltd a Ciprusi Értékpapír- és Tőzsdefelügyelet (Cyprus Securities and Exchange Commission, CySEC) 191/13-es számú engedélyével rendelkezik, és 29 európai országban bejegyzett befektetési társaság. A bróker a ciprusi Befektetői Kompenzációs Alap (Investor Compensation Fund, ICF) tagja, amely kompenzációs kifizetéseket nyújt a CySEC által engedélyezett társaságok ügyfeleinek, amennyiben a vállalatok nem tudják önállóan teljesíteni kifizetéseiket.